# Cantone di Trouy
Il Cantone di Trouy è una divisione amministrativa dell'arrondissement di Bourges e dell'arrondissement di Saint-Amand-Montrond.
È stato costituito a seguito della riforma approvata con decreto del 21 febbraio 2014, che ha avuto attuazione dopo le elezioni dipartimentali del 2015.

## Composizione
Comprende i 24 comuni di:
- Annoix
- Arçay
- Chambon
- Châteauneuf-sur-Cher
- Chavannes
- Corquoy
- Crézançay-sur-Cher
- Lapan
- Levet
- Lissay-Lochy
- Plaimpied-Givaudins
- Saint-Caprais
- Saint-Just
- Saint-Loup-des-Chaumes
- Saint-Symphorien
- Sainte-Lunaise
- Senneçay
- Serruelles
- Soye-en-Septaine
- Trouy
- Uzay-le-Venon
- Vallenay
- Venesmes
- Vorly